# Зефтиген
Зефтиген (нем. Seftigen) — коммуна в Швейцарии, находится в кантоне Берн.
До 2009 года была центром округа Зефтиген, с 2010 года входит в округ Тун. Население составляет 2082 человека (на 31 декабря 2006 года). Официальный код — 0883.